# Manzanailja
Manzanailja är en ort i Mexiko.   Den ligger i kommunen Oxchuc och delstaten Chiapas, i den sydöstra delen av landet, 800 km öster om huvudstaden Mexico City. Manzanailja ligger 1 875 meter över havet och antalet invånare är 207.
Terrängen runt Manzanailja är lite bergig. Runt Manzanailja är det ganska tätbefolkat, med 75 invånare per kvadratkilometer. Närmaste större samhälle är Chanal, 10,4 km söder om Manzanailja. I omgivningarna runt Manzanailja växer i huvudsak städsegrön lövskog.